# Club Social y Sportivo Buenos Aires
El Club Social y Sportivo Buenos Aires fue un club de fútbol de Argentina con sede en la ciudad de Buenos Aires. Fue fundado el 19 de octubre de 1910 en la Isla Maciel, partido de Avellaneda, en el Gran Buenos Aires. Es reconocido por haber disputado los campeonatos de Primera División de Argentina durante los años '20.

## Historia

### Orígenes
Fue fundado el 19 de octubre de 1910 como Club Buenos Aires en la Isla Maciel.

### Ascenso a División Intermedia
En 1914 se afilió a la Asociación Argentina de Football y se incorporó al torneo de Segunda División. Allí logró ser ganador de su sección, obteniendo el ascenso a División Intermedia y clasificando a semifinales del campeonato. El 1 de diciembre, previo a la disputa, la Asociación resolvió que el campeón dispute ante el campeón de División Intermedia el ascenso a Primera División.
Finalmente, el 20 de diciembre, se enfrentó a San Lorenzo de Almagro en el campo de juego de Sp. Barracas, cayendo por 1 a 0.
En el torneo de 1917, el equipo tuvo un flojo rendimiento y estuvo cerca del descenso, finalizando el certamen con 14 puntos, apenas un punto por encima de la zona de descenso. Por su parte, en la Copa de Competencia venció por 3 a 2 a Alumni de Olivos, quedando eliminado ante Ferro Carrill Oeste II en octavos de final.

### La fusión
El 1.º de febrero de 1918 se fusiona con el Club Sportivo Argentino, este último conformado como Club Petróleo en 1915 por un grupo de exintegrantes de Boca Juniors, descontentos con el manejo institucional del club, y pasa a denominarse como Club Sportivo Buenos Aires.
En el torneo de 1918, mantuvo el flojo rendimiento del año anterior, pero no estuvo en riesgo de descenso al estar estos suprimidos.

### El ascenso a Primera División
Su competición en el torneo de 1919 se vio interrumpida por la nueva escisión en el fútbol argentino, ocurrida en septiembre, donde resultó desafiliado junto con otros clubes. Rápidamente el club se afilió a la recientemente creada Asociación Amateurs de Football, compitiendo en División Intermedia en un torneo de emergencia de cuatro equipos. A pesar de finalizar último, el equipo fue promovido con los demás participantes a Primera División.

#### Debut en Primera División
El 28 de marzo de 1920 iba a hacer su debut en la máxima categoría frente a Estudiantes en Palermo, pero su encuentro se vio postergado. Finalmente, hizo su debut el 1 de abril, por la segunda fecha recibiendo a Atlanta, cayendo por un abultado 9 a 0. El primer triunfo del equipo llegó tres días después, venciendo por 2 a 0 en su visita a Estudiantil Porteño.
Durante el torneo se enfrentó por primera vez a cuatro de los posteriormente reconocidos como cinco grandes, logrando sendos empates con tres de ellos de visitante: en su antigua cancha de La Boca, logró empatar por 2 a 2 con River Plate, equipo que sería campeón; en el estadio de Crucecita, consiguió un 1 a 1 frente a Independiente; y en El Gasómetro, logró igualar por 1 a 1 con San Lorenzo de Almagro, logrando también igualar de local. Por su parte, cayó en ambos partidos frente Racing, además de perder de local con River e Independiente.
Realizando un flojo torneo, donde perdió la mayoría de sus partidos, finalizó el certamen con 18 puntos, superando apenas a Lanús y Almagro, que se habían incorporado a mitad de campeonato. Su triunfo más destacado en el torneo fue por 5 a 0 frente a Tigre.
Aquel año hizo su debut en la Copa de Competencia, venciendo por 3 a 0 a Vélez Sarsfield, con goles de Bustince, Bazone y Orsi; para luego quedar eliminado ante Quilmes en octavos de final.

### Apogeo
A partir de 1923, el equipo empezó a mostrar mejorías en el campeonato, siendo el torneo de 1925 el más destacado del club, donde logró alcanzar el séptimo lugar.
El 23 de agosto de 1925, logró un histórico triunfo sobre River Plate en Isla Maciel, por la fecha 21 del campeonato. Los goles de los isleños lo anotaron Péndola y Lucarelli.

#### En la Asociación Amateurs Argentina

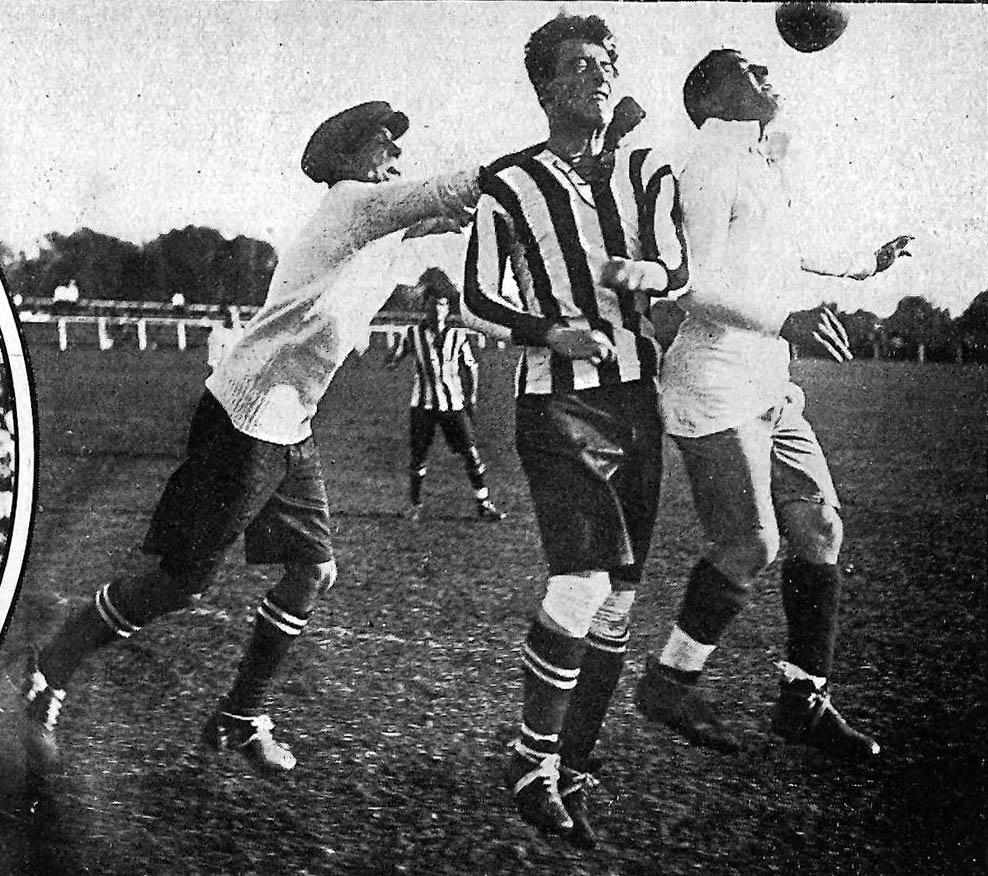
Escena del partido del 4 de abril de 1926, donde el sportivo venció por 3 a 1 a Estudiantes, por la fecha 1 del Campeonato.

En el torneo de 1926, el equipo tuvo un disminuido rendimiendo, habiendo perdido más de la mitad de sus partidos. Entre sus triunfos, se destaca nuevamente el obtenido sobre River Plate en condición de visitante, debido a la no presentación de los locales.
En noviembre de 1926, las asociaciones se fusionan y surge la Asociación Amateurs Argentina de Football. En el Laudo de la fusión, se determinó la conformación de la Primera División A con 29 equipos, quedando incluido en aquella lista.
En diciembre de 1927, se enfrenta por primera vez a Boca Juniors, cayendo por 2 a 0.
En el campeonato de 1930, tuvo un repunte en su rendimiento y logró alcanzar el undécimo lugar. Entre sus triunfos se destacan el 6 a 0 a San Isidro, el 6 a 1 a Honor y Patria y el 5 a 2 en su visita a El Porvenir; sin embargo, el 21 de septiembre, logró una histórica goleada por 5 a 2 en El Gasómetro ante San Lorenzo.

### Nueva fusión
El 10 de mayo de 1931 dio inicio el campeonato, con un triunfo por 3 a 1 sobre Huracán; los goles fueron anotados por Timón, De Año y Cilento. Sin embargo, la fecha no logra completarse debido al estallido de una nueva crisis que se venía gestando desde el año anterior y se cancela la disputa de la segunda fecha, programada para el día 17. Finalmente, el 18 de mayo ocurre la escisión de los principales clubes para formar la Liga Argentina de Football.
Ante este panorama, el Sportivo Buenos Aires se afianzó a la Asociación, que retornó a su antigua denominación; y el 20 de mayo, se concreta fusión con el Club Social Buenos Aires, que había surgido a comienzos de la década de 1920 gracias a la fusión del Club Sportivo Belgrano y el Club Villa Real, con lo que pasó a denominarse Club Social y Sportivo Buenos Aires. Tras la nueva denominación se afincó en el barrio porteño de Monte Castro, en las calles Álvarez Jonte y Sanabria.
Mientras el torneo cancelado era reorganizado, se puso en disputa la Copa de Competencia, donde alcanzó el primer lugar de su grupo junto a Barracas Central. El 13 de diciembre, se disputó el desempate en cancha de Sportivo Barracas, donde cayó por 2 a 1, quedando fuera de los cuartos de final.
Con la fuga de equipos, logró una destacada participación en el campeonato de 1931, donde alcanzó por primera vez el tercer puesto, a costa de once triunfo sobre quince partidos. Entre sus triunfos se destacan el 6 a 2 sobre Nueva Chicago y el 4 a 1 en su visita a Barracas Central, conseguido diez días después del desempate.

#### El declive
En el campeonato de 1932, tuvo una drástica caída en su rendimiento, disputando los puestos de descenso hasta las últimas fechas. El 8 de diciembre disputa su último partido en el torneo, logrando vencer por 5 a 2 a su rival directo en los puestos de descenso Nueva Chicago, con los goles Benedetti, Sandaza, Fussani y Chiesa. Luego, obtuvo los puntos ante Argentino de Quilmes, Estudiantil Porteño y Sp. Palermo, condenando al descenso a este último, y logrando igualar el penúltimo lugar con Nueva Chicago.
El 29 de enero de 1933, se disputó el primer desempate en cancha de Sp. Barracas, igualando por 2 a 2, con goles de Benedetti y López para los isleños. El 4 de febrero se disputó el segundo desempate, igualando por 1 a 1 con gol de Apolito. El 18 de febrero se disputó el último desempate, que terminó nuevamente igualado por 2 a 2, con doblete de Fusani. Finalmente, la Asociación decidió anular el segundo descenso.

### Llegada a la AFA

#### El descenso
En el campeonato de 1934 fue el último del equipo en Primera División, donde el equipo tuvo un flojo rendimiento, perdiendo la mayoría de sus partidos, finalizando en el penúltimo lugar. El 13 de septiembre logró su último triunfo en la división, venciendo por 2 a 0 a Sp. Barracas. Su último partido en Primera fue el 28 de octubre, cayendo por 1 a 0 ante Banfield.
El 3 de octubre, la Asociación Amateurs y la Liga Profesional se fusionan y surge la actual Asociación del Fútbol Argentino. En el pacto de fusión, se resolvió que los clubes de la Primera División amateur sean relegados a la nueva Segunda División, pasando a competir con los segundos equipos e los clubes profesionales.

#### Debut en la AFA
El 17 de noviembre de 1934, hizo su debut en la AFA por la Copa de Competencia de Segunda División ante Boca Juniors II, cayendo por 2 a 1. En la competición, quedó rápidamente eliminado en fase de grupos.
El 16 de marzo de 1935 hizo su debut en Segunda División, cayendo por 3 a 1 ante la reserva de Huracán. Tuvo un desempeño paupérrimo en el campeonato, finalizando último con 16 puntos, habiendo perdido la mayoría de los partidos. De sus cinco triunfos, se destaca el 5 a 2 a Dock Sud y el 3 a 0 a Barracas Central.

#### Descenso a Tercera
En 1937 queda establecido el sistema de ascensos y descensos en todas las divisiones. En aquel campeonato, el equipo disputó por evitar el descenso hasta la penúltima, cuando el triunfo por 5 a 2 sobre Alsina le aseguró la permanencia. En el torneo de 1938, tuvo un rendimiento similar. Sin embargo los descensos quedaron suprimidos.
En el torneo de 1939, el equipo tuvo una muy mala campaña donde solo consiguió una victoria sobre los 16 encuentros ante primeros equipos: un 4 a 3 sobre Acassuso. El 25 de noviembre, es derrotado por 5 a 1 por Los Andes, siendo condenado al descenso a falta de dos fechas. Finalizó el campeonato en el último lugar con solo 10 puntos, habiendo perdido la mayoría de sus partidos, finalizando en zona de descenso en la tabla de primeros equipos.

### La desafiliación
El 2 de julio de 1940 hizo su debut en Tercera División, cayendo por 1 a 0 ante Central Argentino. En el torneo tuvo un flojo rendimiento, habiendo perdido la mayoría de sus partidos y finalizando con 10 puntos, por encima de Estrella Blanca y J.J. Urquiza.
El 19 de noviembre de 1941, disputó su último partido en el torneo, cayendo por 4 a 2 ante J.J. Urquiza. Finalizó el torneo en noveno lugar con 19 puntos.
El 13 de mayo de 1942, diez días después del inicio del campeonato, el equipo se desafilió de la AFA.

### Años posteriores
Durante los años '40 y '50, el club se fue acercando a otras prácticas como el baloncesto, instalando una cancha en su sede de Avenida Gaona, en el barrio de Caballito. También se abocó a convertir su sede en un espacio para el tango, celebrándose bailes los días sábado por la noche con la participación de bailarines, orquestas y cantantes destacados, como la participación de Osvaldo Pugliese con Alberto Morán y Jorge Vidal.
Alejado del fútbol argentino, el interés por la práctica del fútbol se fue atenuando hasta que, en 1960, fue descontinuada.

### La disolución
La actividad social se prolongó por algunas décadas más. En un año indeterminado, estableció una visible sede en la Avenida Gaona 1249 a metros del monumento al Cid Campeador. Con el fútbol infantil (torneos FAFI) y vóley femenino como sus actividades deportivas principales. Pero un día de 2003 llegó al punto final de su extenso recorrido, sin poder sobrevivir a la crisis económica del país.

## Estadio

### Campo de Isla Maciel
Tuvo su campo de juego hasta 1927 en la Isla Maciel, entre las calles Rivas y una sin nombre, era arrendado y en él también disputaba sus partidos el club Hasenclever. El campo de juego contaba con 100 metros de largo y 68 metros de ancho, con tribunas para los espectadores, estaba cercado con alambre tejido, y contaba con pasillo y casilla para los jugadores, cuartos de vestir, baños, agua corriente y obras santinarias.

### Estadio de La Boca
A partir de 1927, ejerció su localía en La Boca, en el antiguo estadio que había levantado River Plate en 1915, ubicado entre la avenida Pedro de Mendoza y las calles Aristóbulo del Valle, Caboto y Pinzón. El mismo tenía capacidad para 10 mil espectadores. Allí compitió hasta 1930, mudándose al siguiente año. El estadio fue eventualmente demolido.

### Campo de Monte Castro
Tras fusionarse en mayo de 1931, se mudó a Monte Castro, y su nuevo campo de juego se ubicaba entre las calles Álvarez Jonte, Sanabria, Alcaraz y Gualeguaychú.

## Glorias
Su máxima figura fue el puntero derecho Carlos Peucelle, quien defendió los colores del Sportivo entre 1927 y 1930 en 107 partidos y marcó 31 goles.

## Datos del club

### Temporadas
- Temporadas en Primera División: 15
- Temporadas en segunda categoría: 10
  - Temporadas en División Intermedia: 5 (1915-1919)
  - Temporadas en Segunda División: 5 (1935-1939)
- Temporadas en tercera categoría: 4
  - Temporadas en Segunda División: 1 (1914)
  - Temporadas en Tercera División: 3 (1940-1942)

- Participaciones en Copa de Competencia de Primera División: 5
  - Participaciones en Copa de Competencia Jockey Club: 1 (1931)
  - Participaciones en Copa de Competencia de la AAmF: 4 (1920, 1924-1926)
- Participaciones en Copa de Competencia Adolfo Bullrich: 6 (1915-1919, 1934)
- Participaciones en Copa de Competencia El Diario: 1 (1914)